# 村上市ぶどうスキー場
村上市ぶどうスキー場（むらかみしぶどうスキーじょう）は、新潟県村上市蒲萄に位置していた市営スキー場。

## 概要
国道7号・旧出羽街道葡萄峠の近傍に位置する。新潟県内最北のスキー場。
朝日村（当時）が村おこしの一環として開発を行い、村営スキー場として1988年（昭和63年）12月にオープンした。
年間1万人ほどの利用がある。
下越地方の他のスキー場同様、雪不足で営業できないことが多い。
老朽化と利用者減少の理由で2025年をもって閉鎖された。

## ゲレンデ
- グレープロード：初級者用コース。中腹から大きく迂回して山麓へと下る。
- クラシタ山ゲレンデ：中級者用コース。中腹から第1ペアリフト沿いを迂回して山麓へと下る。
- ダイナミックゲレンデ：上級者用コース。第1ペアリフト沿いを下る。
- パノラマゲレンデ：中・上級者用コース。山頂から中腹へと下る。上部は上級者用となっていて、途中からコースが分岐し、第2ペアリフト沿いを下るルートが中級者向けとされている。
- 非圧雪コース：第2ペアリフト上部に設けられたエリア。天候によっては開放しないことがある。

## 施設

### リフト
- 第1ペアリフト：703m
- 第2ペアリフト：817m

### レストハウス

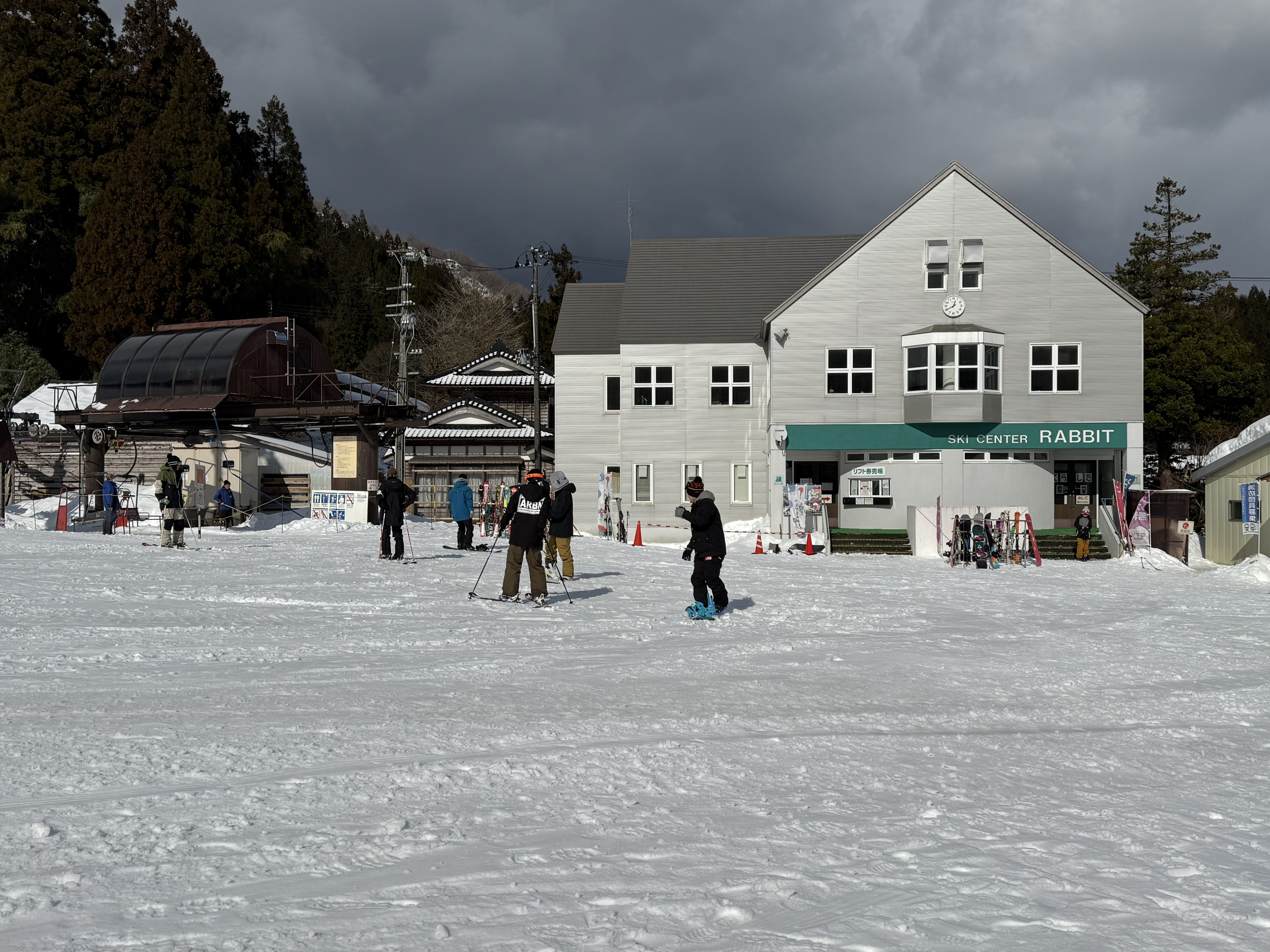
レストハウス

- レストハウス峠
- くらした食堂

### 駐車場
- ロッジ前駐車場(20台)
- 第1駐車場(400台)[6]

## アクセス
- 公共交通：JR村上駅から新潟交通観光バス「北中」行乗車（所要約45分）[7]、「葡萄」バス停下車後すぐ。
- 車：日本海東北自動車道朝日まほろばICより、国道7号経由で約20分。